# Optičko prepoznavanje znakova
Optičko prepoznavanje znakova (engleski Optical Character Recognition, OCR) uključuje računalni softver koji je dizajniran tako da prevodi sliku otisnutog teksta s papira (koju obično učitamo sa skenera) u editabilni tekst, ili prevodi sliku sa znakovima u standardnu kodnu shemu predstavljajući ih u ASCII ili Unicode kodu. OCR je započeo kao polje u istraživanju umjetne inteligencije i strojnog gledanja.